# Ramesodes divisa
Ramesodes divisa là một loài bướm đêm trong họ Noctuidae.